# San Jerónimo, San Lucas
San Jerónimo är en ort i Mexiko.   Den ligger i kommunen San Lucas och delstaten Michoacán de Ocampo, i den södra delen av landet, 200 km sydväst om huvudstaden Mexico City. San Jerónimo ligger 247 meter över havet och antalet invånare är 829.
Terrängen runt San Jerónimo är platt österut, men västerut är den kuperad. Runt San Jerónimo är det ganska glesbefolkat, med 34 invånare per kvadratkilometer. Närmaste större samhälle är Ciudad Altamirano, 2,5 km söder om San Jerónimo. Omgivningarna runt San Jerónimo är en mosaik av jordbruksmark och naturlig växtlighet.